# 福井美樹
福井美樹（12月14日—），日本女性前配音員。出身於岐阜縣。身高160cm。O型血。

## 人物簡介
原Kenyu Office所屬。岐阜縣立工業高等學校畢業。

### 來歷
- 2001年4月進入東映動畫研究所（日语：東映アニメーション研究所）就讀聲優演藝科（與岡本寬志、福原耕平同期）。
- 2003年3月從東映動畫研究所聲優演藝科畢業，同年4月進入青二Production[1]。
- 2006年3月離開經紀公司並退出配音界。
- 2009年4月進入Amusement Media綜合學院（日语：アミューズメントメディア総合学院）。
- 2010年3月從Amusement Media綜合學院畢業[1]。
- 2010年4月復出，同時加入Kenyu Office。
- 2018年，因家庭因素選擇退出配音業界。

## 繼任
在福井引退之後，配音員接任作品如下：
- 澀谷梓希『米奇妙妙車隊：旋風啟動（英语：Mickey and the Roadster Racers）』：Cuckoo-Loca
- 矢口麻美－『哆啦A夢 (水田山葵版)』：春夫

## 演出作品

### 電視動畫
2004年
- 花右京女侍隊 La Verite（警備部女僕）
- B傳說！戰鬥彈珠人（沃爾夫）
- BECK（女子部員、粉絲、俱樂部女子、保健室的大姊姊、女學生、益岡的朋友、女子）

2005年
- SPEED GRAPHER（女高中生1）
- 鼻毛真拳（無限蹴人（日语：ボボボーボ・ボーボボの登場人物一覧#OVER城編））
- ONE PIECE（摩茲）

2010年
- Nelly & Caesar（日语：ネリーとセザール）（弗雷德）

2012年
- 王者天下（李信〈幼年時期〉）
- GON -小恐龍阿貢-（康、母象2）
- 火影忍者疾風傳（ファズ）
- 戰鬥陀螺 鋼鐵奇兵 ZERO G（轉播員B）

2013年
- 火影忍者疾風傳（少年）

2014年
- 王者天下 (第2季)（名叫信的少年）
- （[2]）
- 哆啦A夢 (水田山葵版)（春夫）

2015年
- 俺物語!!（少年）
- 新我們這一家（主婦①）

2016年
- 忍者亂太郎（雙胞胎的奶奶）

### OVA
2004年
- 櫻花大戰 巴黎篇（日语：サクラ大戦 ル・ヌーヴォー・巴里）（觀眾）

2010年
- 女王之刃 美麗的鬥士們（少女）

2012年
- 武装神姬 MOON ANGEL（少年）

### 電影動畫
2004年
- ONE PIECE 被詛咒的聖劍

2016年
- 哆啦A夢：新·大雄的日本誕生（神空巡邏隊隊員）
- 蠟筆小新：爆睡！夢世界大作戰（園童A）

2018年
- 企鵝公路（鈴木君[3]）

### 網路動畫
2015年
- 動畫心療系（喬少年）

### 遊戲
2004年
- 異域傳說二部曲 ［善惡的彼岸］（日语：ゼノサーガ エピソードII［善悪の彼岸］）（U.M.N.職員）

2006年
- CLANNAD（勇）
- 摔角天使 生存者（日语：レッスルエンジェルス#レッスルエンジェルス サバイバー）

2015年
- 魔物獵人X

### 廣播劇CD
- 學園天堂 12cm單曲 ～SWEET CANDY～（大嬸）
- 凍灼熱系列完結紀念祭 特別CD書（王子）
- 金色琴弦 Variety CD FANTASMAGORIA（女學生）

### 特攝影集
- （超人力霸王男孩的配音）

### 外語配音
※作品依英文原文名稱排序。

#### 電影
- 42號傳奇
- 尋找蘇珊（英语：Desperately Seeking Santa）
- 極樂世界
- 戰爭遊戲（黑人小孩）
- 相助
- 陰兒房（Dalton Lambert〈Ty Simpkins 飾演〉）
- 檸檬大嘴巴（英语：Lemonade Mouth (film)）
- 夢想課程（英语：Lessons of a Dream）
- 血色入侵（Mattin）
- 泥土（Neckbone〈Jacob Lofland 飾演〉）
- 食人魚3D（Crystal〈Riley Steele 飾演〉）
- 無人之子（英语：The Son of No One）（Jonathan）
- 幸福雙贏（英语：Win Win (film)）（Shelly〈Nina Arianda 飾演〉）

#### 電視影集
- 新飛越比佛利
- 天才學園（Angus Chestnut〈Aedin Mincks 主演〉）
- 亞曼達秀（英语：The Amanda Show）（Sheila）
- 家族風雲
- 犯罪心理 (第8、10季)
- 鐵漢督察 (第2季)（英语：DCI Banksn）
- 慾望師奶 (第6、7季)
- 尋找蘇珊（英语：Desperately Seeking Santa）
- 夢魘殺魔 (第5季)（Sheila）
- 同伊
- 美女上錯身
- 實習醫生（Leah Murphy〈Tessa Ferrer 飾演〉）
- 守護伊人（英语：Hawthorne (TV series)）
- 又見彩虹（英语：The Michael J. Fox Show）（Graham Henry〈Jack Gore 飾演〉）
- 體操公主 (第4季)（英语：Make It or Break It）
- 我的女友是九尾狐
- 重返犯罪現場
- 護士當家 (第3、4季)
- 私人診所 (第4、5季)
- 天橋驕子 (第9季)（Julie Tierney）
- 替身姐妹
- 超自然檔案
- 臥底大老闆 (第4季)
- 失蹤現場（11歲的Fred）

#### 動畫
- 瑪麗和馬克思（小時候的Max）
- 米奇妙妙車隊：旋風啟動（英语：Mickey and the Roadster Racers）（Cuckoo-Loca）
- 環遊世界探險趣（英语：Mouk）（Chacha〈Tania Farchy 配音〉）
- 忍者好小子

### 旁白
- 日本不准笑（日语：ダウンタウンのガキの使いやあらへんで）（富士電視台）
- TUNNELS的託大家的福（日本電視台）
- 解開這謎題！難道這是一場推理（日语：謎を解け!まさかのミステリー）（日本電視台）

### 其它
- 超人力霸王納克斯 特典旁白

## 外部連結
- ☆MIKI's DIARY☆ （页面存档备份，存于） （日語）－福井美樹的個人部落格。
- 福井美樹的X（前Twitter） （日語）